# هارفي مارتن
هارفي مارتن (بالإنجليزية: Harvey Martin) (و. 1950 – 2001 م) هو لاعب كرة قدم أمريكية، ومصارع محترف أمريكي، ولد في دالاس، تكساس، مركز لعبه هو طرف دفاعي ‏، توفي في غرابفين، عن عمر يناهز 51 عاماً، بسبب سرطان البنكرياس.

## التعليم
تعلم في South Oak Cliff High School ‏.

## وصلات خارجية
- هارفي مارتن على موقع IMDb (الإنجليزية)
- هارفي مارتن على موقع قاعدة بيانات الفيلم (الإنجليزية)
- هارفي مارتن على موقع مرجع كرة القدم المحترفة.كوم (الإنجليزية)
- هارفي مارتن في قاعدة بيانات الأفلام على الإنترنت